# Tapacul gros gorjablanc
El tapacul gros gorjablanc (Scelorchilus albicollis) és una espècie d'ocell de la família dels rinocríptids (Rhinocryptidae).

## Hàbitat i distribució
Habita vessants àrids amb matolls i àrees rocoses de les terres baixes fins als 1500 m al nord i centre de Xile.